# Ацтеки
Ацте́ки (самоназв. mēxihcah [meː'ʃiʔkaʔ]) — найбільший індіанський народ Мексики, який прийшов у центральну частину країни з півночі в XII столітті. Інша автентична назва ацтеків — мешіка. Вважається, що в 1325 році вони почали будувати свою столицю — Теночтітлан (на місці сучасного Мехіко). Теночтітлан поступово став столицею імперії, яка розкинулася далеко за межі Мексиканської долини.
За власною легендою, ацтеки прийшли в Мексиканську долину з місцини, яка називалася Ацтлан — звідси і назва народу. Ацтекська культура мала широку і складну мережу міфологічних і релігійних традицій, високорозвинене мистецтво, глибокі знання в різних галузях науки. Ацтеки доби імперії розмовляли мовою науатль, яку прийнято визначати як класичний науатль. Ацтеки створили велику кількість пам'яток власної літератури, більшість з котрих була знищена під час та після Конкісти.
Імперія ацтеків була зруйнована під час іспанського завоювання ацтеків — вторгнення іспанців на чолі з Ернаном Кортесом у 1521 році. Велике значення в цьому зіграли декілька потужних епідемій у XVI столітті, так звані епідемії коколізлі, які спричинили загибель 22-25 млн ацтеків. 
Мова ацтеків — науатль — належить до юто-ацтекської родини мов. Станом на XXI століття мовою науатль розмовляє більш ніж 1,5 мільйона людей, і деякі з них продовжують називати себе ацтеками, хоча традиційно ацтеками називають тільки представників доколоніальної цивілізації.
Джерелами знань про культуру та історію ацтеків є археологічні знахідки в розкопках, ацтекські кодекси, записані на папері (який виготовлявся з кори різних видів фікусів і мовою ацтеків називався «аматль»), свідчення очевидців на зразок Ернана Кортеса та Бернала Діаса дель Кастільйо, а також із описів XVI та XVII століть, написаних іспанськими священиками й самими ацтеками іспанською мовою або мовою науатль, як наприклад, флорентійський кодекс францисканського ченця Бернардіно де Саагуна.

## Термінологія
Існує розбіжність у значенні терміну ацтеки. З одного боку, в широкому сенсі, ацтеками називають всі народи науа Мексиканської долини, культура яких до іспанського завоювання мала спільні риси й корені. У вужчому сенсі ацтеками називають народ мешіка, який створив Потрійний союз, знаний як Імперія ацтеків. Самі мешіка називали ацтеками всі народи, не обов'язково народи науа, які вийшли з легендарного Ацтлану.

## Історія

Зображення орла, який розриває змію на колючому кактусі, на гербі Мексики

У XII столітті ацтеки прийшли з півночі; в XV столітті створили свою державу, завойовану іспанськими колонізаторами в XVI столітті.
Народи науа почали переселятися в Долину Мехіко в VI столітті, поступово витісняючи народи інших мовних груп. До XII століття, коли в долину прийшли мешіка, там уже існувало кілька міст-держав. Спочатку мешіка зупинилися на пагорбі Чапультепек на західному березі озера Тескоко, але їх звідти витіснили. Їм дозволили поселитися на острові посеред озера, де вони 1325 року заснували місто Теночтітлан. За легендою на острові вони побачили орла, який упіймав змію, що було сприйнято як знамення, оскільки бог Віцилопочтлі пророкував їм таку землю. Батьківщина мешіка до заснування Теночтітлана достеменно невідома. Вони прийшли або з півночі Долини Мехіко, або ще далі з півночі, з території, яка в сучасну епоху належить США.
У 1376 році мешіка вибрали свого першого тлатоані Акамапічтлі. До 1427 року вони платити данину Ацкапоцалько, наймогутнішому на той час місту-державі в долині. 1427 року утворився Ацтецький потрійний союз, який здолав Ацкапоцалько наступного 1428 року. Саме Потрійний союз знаний як Імперія ацтеків.
Потрійний союз утворився після вбивства тлатоані мешіка Чимальпопоку правителем Ацкапоцалько Макстла. Наступник Чимальпопоку Іцкоатль об'єднав свої сили з вигнанцем Незауалькойотлем та тепанеками Тлакопана. Після перемоги над Ацкапоцалько Потрійний союз правив Долиною Мехіко до іспанського завоювання у 1520–1521 роках. Він поступово розширив свою владу на великі території від Мексиканської затоки до тихоокеанського узбережжя. Водночас, дедалі більше зростало значення в союзі Теночтітлана.
Ернан Кортес прийшов до Теночтітлана на чолі великого війська, в якому іспанці складали тільки невелику частину. Кортес об'єднався із ворогами ацтеків із Тлашкали.
Падіння Теночтітлана не означало миттєвої загибелі мезоамериканської культури, але загін Кортеса був лише невеликим авангардом, за яким відбулося переселення до Америки значної кількості європейців. Європейці привезли з собою нові хвороби, до яких у індіанців не було імунітету. Епідемії натуральної віспи й коколізлі призвели до значного зменшення населення.
До колонізації ацтеки досягли високого рівня розвитку культури — мали піктографічне письмо, користувались сонячним календарем, створили визначні архітектурні споруди в містах. У ацтеків було розвинуте землеробство (на зрошуваних землях) і ремесла (гончарство, ткацтво тощо). Від ацтеків європейці довідалися про культури кукурудзи, какао, помідорів. Сучасні ацтеки не мають єдиної етнічної території. Більшість сучасних ацтеків — селяни, дрібні орендарі й наймити-пеони, які працюють у великих поміщицьких господарствах, частина зайнята на промислових підприємствах. Ацтеки належать до найменш оплачуваних і найбільш визискуваних верств мексиканського пролетаріату.

## Ацтекська імперія

Ацтекська імперія

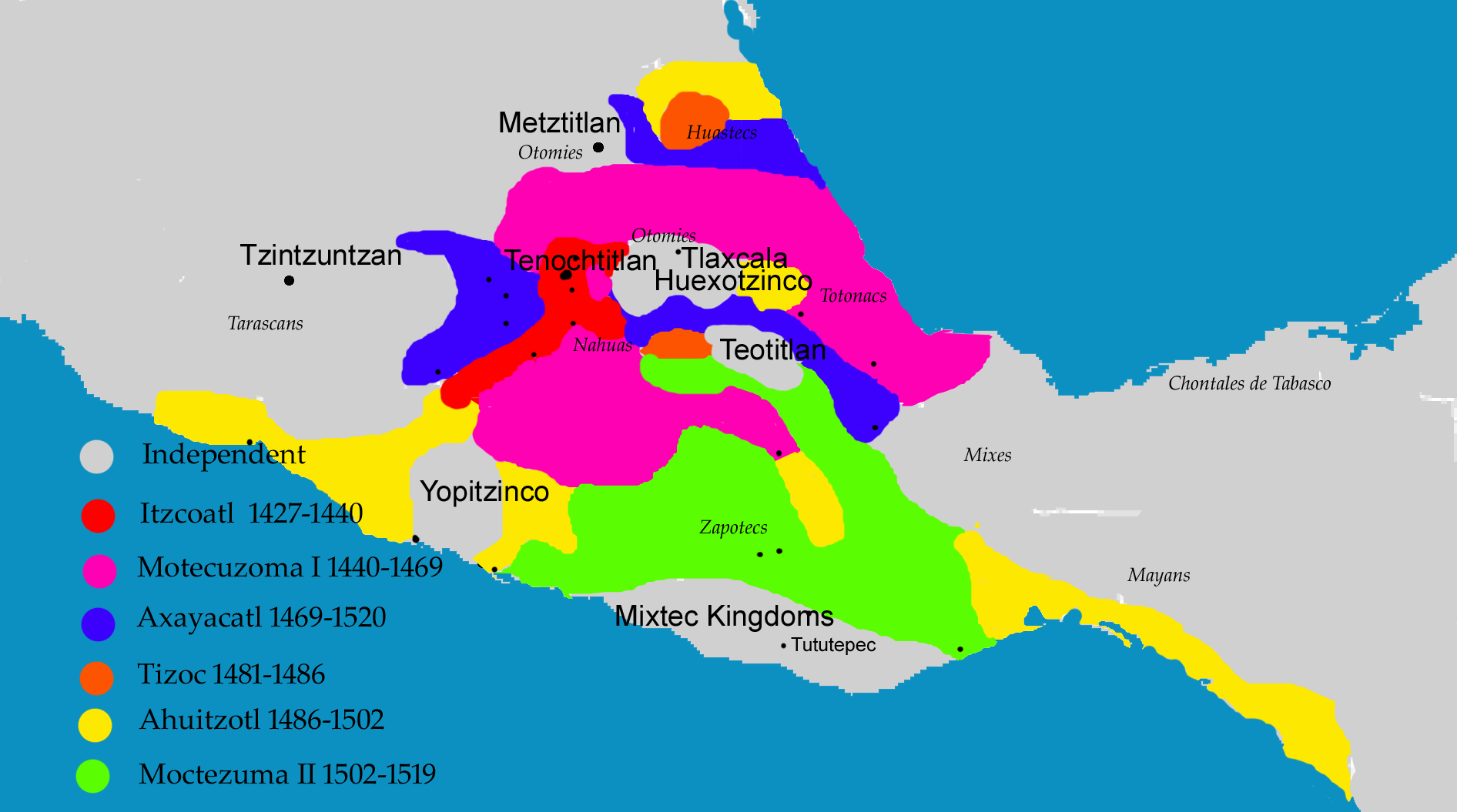
Еволюція територіальних володінь ацтеків

Ацтекська імперія, подібно до більшості європейських імперій, етнічно була дуже різноманітною; це була радше єдина система збору данини, ніж єдина система управління. У цьому контексті Арнольд Тойнбі проводить аналогію з Ассирійською імперією.
Хоча міста під владою ацтеків обкладалися великою даниною, розкопки показують стійке зростання добробуту простих людей після підпорядкування цих міст центрові. Торгівля велася навіть з ворожими містами. Єдиний народ, який отримав перемогу над ацтеками, — пурепеча (науатль purépecha) — був головним виробником мідних сокир.
Основним внеском ацтеків у розвиток управління стала система комунікацій між завойованими містами. У Месоамериці не було тяглових тварин і колісних транспортних засобів, а дороги будувалися для пересування пішки. Зазвичай будівництво доріг фінансувалося частиною данини. За дорогами постійно стежили, так що навіть жінки могли подорожувати поодинці; мандрівники могли відпочити й попоїсти в особливих упорядкованих для цього місцях, розташованих кожні 10-15 кілометрів. Також цими шляхами постійно курсували гінці (пайнані), які тримали ацтеків в курсі останніх подій.
Створення імперії ацтеків призвело до одного з найбільших демографічних вибухів: населення Месоамерики збільшилося з 10 до 15 мільйонів чоловік.
Найважливішого чиновника уряду Теночтитлану європейці зазвичай називають ацтекським імператором. З мови науатль титул імператора Уей тлатоані (науатль Huey Tlahtoani) перекладається приблизно як «Великий Оратор»: тлатоке (науатль tlatoque, «оратори») були аристократією, вищим класом суспільства. Влада тлатоани росла з піднесенням Теночтитлану. На час правління Авіцотля титул «тлатоані» вже можна вважати аналогом імператорського, але, як і в Священній Римській імперії, він не передавався у спадок.
З 1397 до 1487 року імперію очолював Тлакаелель ( Tlahcaélel з науатль — «відважне серце»). Він міг стати тлатоані (науатль tlahtoani), але надавав перевагу перебуванню в тіні циновки ягуара. Тлакаелель був племінником тлатоані Іцкоатля (науатль Itzcoatl) і братом Чімальпопокі (науатль Chimalpopoca) та Мотекусома Ільуїкаміни (науатль Motecuhzoma Ilhuicamina) і носив титул «Сіуакоатль» (Чіуакоатль; науатль Cihuacóatl, на честь богині Чіуакоатль, еквівалент радника); як написано в рукописі Раміреса, «що наказував Тлакаелель, те здійснювалося щонайшвидше». Це був жорсткий реформатор, він створив нову структуру управління країною, наказав спалити більшість ацтекських книг, стверджуючи, що всі вони брехливі, й сам переписав історію ацтеків. Крім того, Тлакаелель реформував релігію, поставивши племінного бога Віцилопочтлі на один рівень з давніми богами Тлалоком, Тескатліпокою та Кетцалькоатлем. Йому також приписують запровадження звичаю «квіткових воєн» та встановлення постійних людських жертвоприношень для того, щоб Сонце продовжувало рухатися по небу.
На початок Конкісти держава ацтеків займала територію від Мексиканської затоки до Тихого океану, від гирл річок Бальсас і Панукодо до земель мая. Окремі колонії існували на землях сучасних держав Гватемали, Перу, Колумбії та Венесуели. З іншого боку, місто-держава Тлашкала на півночі долини Пуебло не підкорилася ацтекам.

## Релігія

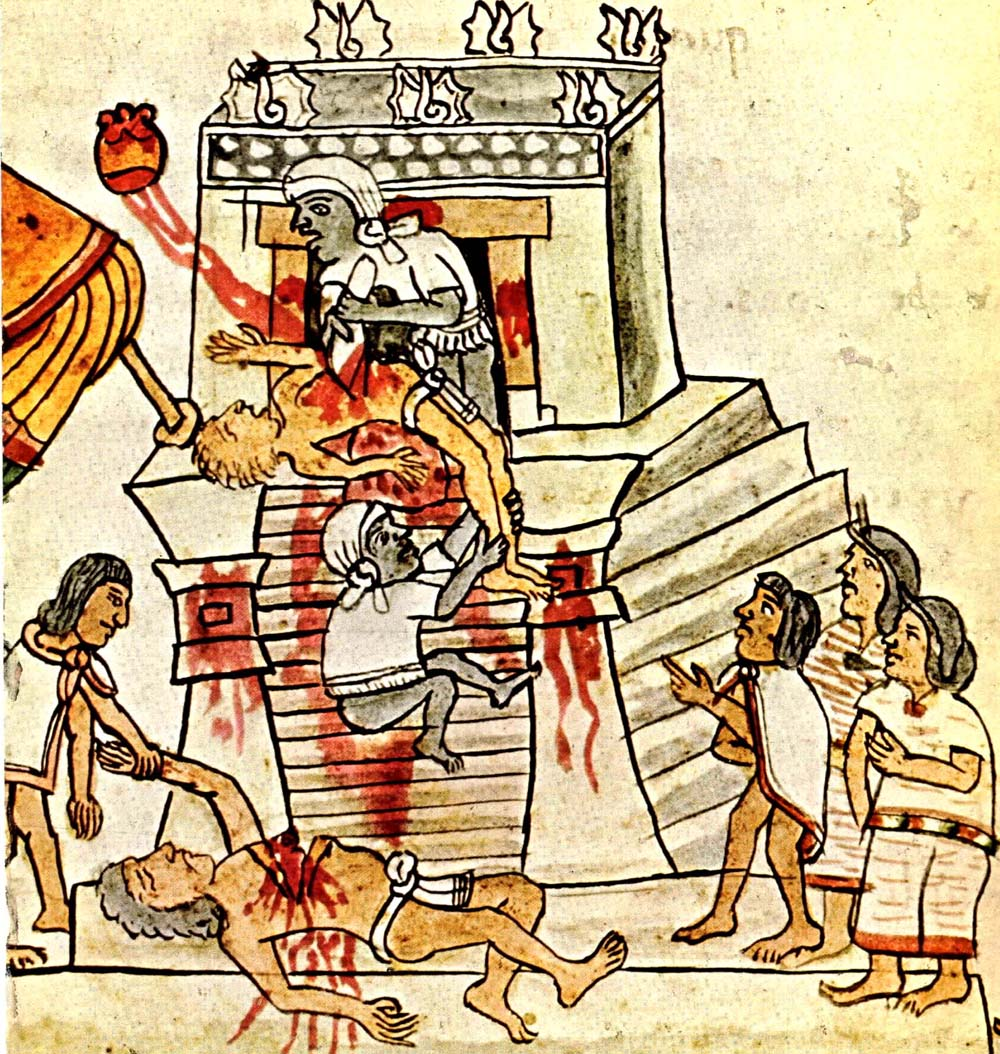
Людське жертвопринесення із кодексу Мальябек'яно

Ацтеки вірили у багатьох богів і вважали себе обраним народом. За легендою боги, які колись зібралися у Теотіввакані, принесли себе в жертву, щоб прояснити світ. Для відновлення космосу ацтеки постійно приносили богам людські жертви, намагаючись не допустити повернення Темряви. Церемонія проходила у верхній частині великого храму на жертовному камені. Люди, яких приносили в жертву, могли бути військовополоненими, захопленими під час квіткових війн, раби, або вибрані представники ацтеків.
Жертви мали економічні та політичні функції. Вони повинні були забезпечити регулярне повернення дощу на сільськогосподарські угіддя, а також зберегти панування ацтеків за допомогою фізичного знищення ворогів. Ці ритуали жахали іспанців, які, як католики, інтерпретували жертви як збочення і зло, а не як священний акт.

## Навчання
До чотирнадцяти років навчання дітей було в руках їхніх батьків. Існував усний переказ (збірка мудрих настанов), званий уеуетлатоллі (науатль huehuetlatolli) («вислови старих»), де були описані морально-етичні ідеали ацтеків. У збірці були особливі вислови на кожен випадок: для привітання, побажань при народженні дитини, слова прощання при смерті. Батьки нагадували дочкам про необхідність бути привабливими, але не користуватися косметикою надмірно, щоб не виглядати, як ауїані (науатль ahuiani). Матері радили своїм дочкам підтримувати свого чоловіка, навіть якщо він виявиться скромним селянином. Хлопчиків навчали бути скромними, слухняними і працьовитими.
Юнаки йшли в школу з 15 років. Існувало два типи освітніх установ: в училищах, які називалися «тепочкаллі» (науатль tepochcalli), навчали історії, релігії, військовому мистецтву, а також торгівлі або ремеслу (селянському або майстровому); в школах « кальмекак» (науатль calmecac), куди переважно ходили сини пиллеї, зосереджувалися на навчанні вождів («тлактоків»), жерців, науковців і вчителів «тлатінімі» (науатль tlatinimi) та переписувачів «тлакуїло»(науатль tlacuilo). Вони навчалися ритуалів, грамоти, літочислення, поезії та бойових мистецтв.
Не до кінця з'ясоване призначення школи «кальмекак». Припускають, що вона існувала суто для нащадків «пиллеїв», проте, за деякими джерелами, молодь мала можливість вибирати, де саме навчатися. Цілком можливо, що звичайний народ волів послати дітей до «тепочкаллі», адже незаможному було легше піднятися, використовуючи свої військові здібності, тоді як кар'єра жерця чи «тлакуїло» (науатль tlacuilo) не могла забезпечити юнакові такого швидкого зростання в суспільстві.
Дівчат навчали переважно домашнім ремеслам і прийомам виховання дітей. Писати і читати їх не вчили.
Для обдарованих дітей існували дві основні можливості: одних відправляли в будинок пісень і танців, а інших — в будинок гри в м'яч. Обидва роди занять мали високий соціальний престиж.

## Розваги та ігри
Попри те, що дозволялося пити «пульке» (pulque), зброджений напій з невисоким вмістом алкоголю, ацтекам до досягнення сімдесятирічного віку заборонялося напиватись; порушення цієї заборони каралося смертю.
Як і в сучасній Мексиці, ацтеки були пристрасними гравцями в м'яч, але в їхньому випадку це був «тлачтлі» (науатль tlachtli), ацтекський варіант стародавньої месоамериканської гри «Улама». У цю гру грали цільним гумовим м'ячем розміром з людську голову. М'яч називали «оллі» (науатль olli), звідки походить іспанське «Уле» (ісп. hule), що означає гуму.
У ацтекських містах зазвичай були два спеціальні комплекси для гри в м'яч. Гравці могли бити по м'ячу стегнами; метою гри було прокинути м'яч крізь кам'яне кільце. Гравцеві, якому вдавалося це зробити, надавалося право забрати ковдри у публіки, тому перемога супроводжувалася біганиною, криками й сміхом. Люди робили ставки на результати гри. Жебраки могли ставити свою їжу, піллеї могли ставити свої багатства, «текутлі» (науатль tecutli, власники) могли поставити на кон своїх наложниць або навіть цілі міста, а ті, у кого нічого не було, ставили свою свободу і ризикували стати рабами.
Ритуальна гра в м'яч закінчувалася жертвопринесенням найкращого гравця або капітана команди переможців (проте за іншими джерелами — капітана і гравців команди, яка програла).
«Гра» в м'яч спочатку була своєрідним релігійним ритуалом, в якому кожна деталь була сповнена символізму. Наприклад, м'яч уособлював небесне світило, місяць або сонце, залежно від типу кидка. Учасники перекидали м'яч один одному, і його траєкторія асоціювалася з траєкторією небесних світил.
Жертвопринесення учасника, який забив «гол», було великою честю як для нього самого, так і для всієї його родини. Учасники, які не проявили достатньо спритності під час гри, залишалися жити, але разом зі своїми сім'ями опускалися до найнижчого соціального прошарку суспільства.
Улюбленою «настільною» (більш «підлоговою») була гра патоллі (від ацтексього слова patolli — боб). Її особливо добре роз'яснені у Кодексі Мальябекіано. Мало яскраво виражене релігійне значення для ацтеків. Патоллі була азартною грою, і багато гравців часто позбулися всього статку, роблячи ставки. І сьогодні існують різні версії цієї гри у жителів Месоамерики.

## Харчування
Ацтеки створили штучні острови, або чинампа, на озері Тескоко; на цих островах вирощували зернові та садові культури. Основними харчовими продуктами ацтеків були маїс (кукурудза), боби і гарбузові. Чинампа були дуже ефективні й давали до семи врожаїв на рік, на основі поточних врожаїв чинампа було підраховано, що 1 гектар чинампа міг прогодувати 20 осіб, а з 9000 гектарів чинампа збирали продовольства на 180 000 осіб.
У наукових публікаціях часто йшлося про нестачу білків в харчуванні ацтеків як аргумент на підтримку теорії існування у них канібалізму, але ці твердження не мають серйозних доказів: харчування маїсом і бобами давало необхідну норму найважливіших амінокислот, що знімає проблему нестачі білків. Ацтеки вирощували різноманітні сорти кукурудзи з великим набором амінокислот, крім того, вони вирощували амарант, в зернах якого міститься багато білку. До того ж у ацтеків було велике розмаїття іншої їжі: вони ловили акоцилів, маленьких креветок, що їх багато водиться в озері Тескоко, збирали водорость спіруліну, багату на флавопротеїни, яка використовувалася в різних видах випічки; також вони вживали в їжу комах: цвіркунів, хробаків, мурашок і личинок. Відомо, що в комахах міститься більше білків, ніж у м'ясі, і вони досі є делікатесами в деяких районах Мексики. Ацтеки тримали домашніх тварин, припускають, що це були індики (науатль guajolote) та іцкуїнтлі (науатль itzcuintli — порода м'ясних собак), хоча зазвичай м'ясо цих тварин призначалося для особливих випадків — ситуацій вираження подяки і поваги. Ще одним джерелом м'яса було полювання — лані, кабани, качки тощо.
Дослідження Монтеналло показали, що середня тривалість життя месоамериканців становила 37 років (± 3 роки).
Ацтеки широко використовували агаву (Магей); з неї отримували їжу, цукор, напої (пульке) та волокна для мотузок і одягу. Бавовна була доступна тільки для еліти. Зерна какао використовували як гроші.
Після іспанського завоювання деякі харчові культури, — наприклад, амарант, — опинилися під забороною, що призвело до скорочення харчового раціону і хронічного недоїдання жителів.

## Правителі ацтеків

### Чуаутлатоані (вожді-жерці)
- Куаутлекецкі (1116—1153)
- Акачітлі (1153—1167)
- Чітлаліцін (1167—1182)
- Цімпанцін (1182—1184)
- Тласоцін (1184—1188)
- Іцтакмішкоатль (1188—1233)
- Тоскуекуештлі (1233—1272)
- Уїціліуітль (1272—1299)
- Іланкуетль (1299—1325)
- Теноч (1325—1363)

### Тлатоані (володарі)
1. Акамапічтлі (1375—1395)
2. Віцилівітль (1395—1405)
3. Чимальпопока (1405—1428)

### Уей тлатоані (імператори)
1. Іцкоатль (1428—1440)
2. Монтесума I (1440—1468)
3. Ашаякатль (1468—1483)
4. Тісок (1483—1486)
5. Авіцотль (1486—1502)
6. Монтесума II (1502—1520)
7. Квітлавак (1520—1520)
8. Куаутемок (1520—1521)

### Астекська група джерел
- Бернардіно де Саагун, Куприенко С.А. Общая история о делах Новой Испании. Книги X-XI: Познания астеков в медицине и ботанике / Ред. и пер. С. А. Куприенко. — К. : Видавець Купрієнко С.А, 2013. — 218 с. — ISBN 978-617-7085-07-1.
- Анонімні автори. Кодекс Мальябекки / Ред. и пер. В.Н. Талаха, С.А. Куприенко. — К. : Видавець Купрієнко С.А, 2013. — 202 с. — ISBN 978-617-7085-04-0.
- Анонімний автор. Кодекс Мендоса / Ред. и пер. С. А. Куприенко, В. Н. Талах. — К. : Видавець Купрієнко С.А, 2013. — 308 с. — ISBN 978-617-7085-05-7.
- Пресвитер Хуан; Антонио Перес; фрай Педро де лос Риос (глоссы). Мексиканская рукопись 385 «Кодекс Теллериано-Ременсис» (с дополнениями из Кодекса Риос) / Ред. и пер. С. А. Куприенко, В. Н. Талах. — К. : Видавець Купрієнко С.А, 2013. — 317 с. — ISBN 978-617-7085-06-4.
- Талах В.Н., Куприенко С.А. Америка первоначальная. Источники по истории майя, науа (астеков) и инков / Ред. В. Н. Талах, С. А. Куприенко. — К. : Видавець Купрієнко С.А, 2013. — 370 с. — ISBN 978-617-7085-00-2.

### Іспанські джерела
- Фрай Бернардіно де Саагун (16 квітня 2006). "Обычаи и верования" (отрывок из книги "Общей истории о делах Новой Испании"). www.bloknot.info. Архів оригіналу за 27 серпня 2011. Процитовано 29 липня 2010.
- «История мексиканцев по их рисункам» [Архівовано 26 липня 2014 у Wayback Machine.] (документ 16 века по религии и истории колуа-мешика или ацтеков.)
- «Рассказ о некоторых вещах Новой Испании и великом городе Теместитане, Мехико» [Архівовано 9 липня 2013 у WebCite] (написано соратником Эрнана Кортеса, Анонимным Конкистадором)
- Кортес, Эрнан «Второе послание императору Карлу V» [Архівовано 26 липня 2014 у Wayback Machine.] (письмо писанное в Сегура-де-ла-Фронтера 30 октября 1520 года)
- Фернандо де Альва Іштлільшочитль (22 березня 2010). История народа чичимеков, его поселения и обоснования в стране Анауак. www.bloknot.info. Архів оригіналу за 23 серпня 2011. Процитовано 29 червня 2010.
- Хуан Баутіста де Помар (16 травня 2011). Сообщение из Тескоко. www.bloknot.info. Архів оригіналу за 27 серпня 2011. Процитовано 16 травня 2011.